# Luigi Tonta
Luigi Tonta (Torino, 26 marzo 1874 – Torino, 30 aprile 1935) è stato un ammiraglio italiano.

## Biografia
Nacque a Torino, nel Regno d'Italia, il 26 marzo 1874 da Giuseppe Tonta e Anna Carpano.
Dopo aver frequentato per due anni gli studi di matematica presso l'Università degli Studi di Torino, entrò all'Accademia Navale di Livorno nel 1893 e fu nominato due anni dopo guardiamarina della Regia Marina, venendo imbarcato su varie navi per partecipare a diverse campagne idrografiche nei mari italiani tra cui l'Eridano e la Scilla. Promosso nel 1902 a tenente di vascello, fu destinato all'Istituto Idrografico di Genova, dove rimase fino al 1910 come caporeparto scientifico. Nel dicembre 1908 prese parte alle operazioni di soccorso in Calabria e Sicilia in seguito al terremoto di Messina, ottenendo una medaglia di bronzo di benemerenza.
Ebbe il comando di diverse imbarcazioni, essendo stato promosso prima capitano di corvetta (1914), poi capitano di fregata (1917) e capitano di vascello (1923), tra cui l'Euro, il Flavio Gioia, Quarto, Marsala e infine della nave idrografica Ammiraglio Magnaghi. All'Accademia Navale di Livorno fu professore di astronomia, nautica, magnetismo e idrografia tra il 1917 e il 1918 oltre che tra il 1920 e il 1921, mentre tra il 1922 e il 1924 fu capo dell'Ufficio istruzione nautica del Ministero della marina.
Direttore dell'Istituto Idrografico tra il 1924 e il 1925, partecipò a numerosi convegni e commissioni e fu nominato comandante in seconda oltre che direttore degli studi dell'Accademia Navale, incarichi che mantenne fino al 1927, anno in cui fu posto in riserva per poter diventare membro del comitato direttivo del Bureau Hydrographique International (BHI), lasciato nel 1935.
Morì a Torino il 30 aprile 1935.